# Милеевская волость
Миле́евская волость — административно-территориальная единица в составе Жиздринского уезда Калужской (с 1920 — Брянской) губернии. Центр — сельцо, затем — село Милеево.

## История
Волость была образована в ходе реформы 1861 года. Являлась одной из крупнейших по населению волостей уезда.
Население волости составляло в 1880 году — 7976, в 1896 — 10 017, в 1913 — 12 117, в 1920 — 7738 человек.
В 1920-е годы, при укрупнении волостей, к Милеевской волости были присоединены соседние Кцынская и Теребенская волости. В состав укрупнённой Милеевской волости вошло 122 селения, её площадь увеличилась до 947 км², а население к 1926 году составило 30 841 чел.
В 1929 году, с введением районного деления, волость была упразднена, а на её территориальной основе сформирован Хвастовичский район Брянского округа Западной области (ныне входит в состав Калужской области).

## Административное деление
В 1896 году Милеевская волость включала 11 населённых мест:
- деревня Будские дворики (47 жит.)
- деревня Высокое (1491 жит.)
- сельцо Красное (1265 жит.)
- деревня Красные выселки (92 жит.)
- деревня Красный хутор (114 жит.)
- село Колодязцы (1516 жит.)
- сельцо Милеево (2534 жит.)
- деревня Ново-Хвастовичи (131 жит.)
- деревня Павловка (504 жит.)
- деревня Ресетенские дворы (258 жит.)
- посёлок Харлановы дворики
- село Хвастовичи (2065 жит.)

В списке селений 1913 года помимо них значится также деревня Мокрые выселки.
По состоянию на 1 января 1928 года, Милеевская волость включала в себя следующие сельсоветы:
1. Аннинский,
2. Берестнянский,
3. Долинский,
4. Дудоровский,
5. Еленскозаводской,
6. Катуновский,
7. Клёнский,
8. Колодясский,
9. Красновский,
10. Кудрявецкий,
11. Кцынский,
12. Милеевский,
13. Мойловский,
14. Павловский,
15. Ресетинский,
16. Стайковский,
17. Теребенский,
18. Троснянский,
19. Хвастовичский.